# كينيث إس. ارين
كينيث إس. ارين (بالإنجليزية: Kenneth S. Warren)‏ هو طبيب أمريكي، ولد في 11 يونيو 1929 في بروكلين في الولايات المتحدة، وتوفي في 18 سبتمبر 1996 في دوبز فيري في الولايات المتحدة بسبب سرطان.